# 妮拉·菲舍尔
妮拉·菲舍尔（瑞典語：Nilla Fischer，1984年8月2日—），瑞典女子足球运动员。她曾代表瑞典参加2008年、2012年和2016年夏季奥林匹克运动会足球比赛，其中2016年奥运会获得一枚银牌。